# Olvera
Olvera ist eine Gemeinde in der Provinz Cádiz in Andalusien (Südspanien), gelegen an der Ruta de los Pueblos Blancos (Straße der weißen Dörfer).
Auf der höchsten Erhebung mitten im Ort befinden sich eine Pfarrkirche, die auf den Resten einer maurischen Moschee errichtet wurde und eine Burgruine. Beide sind ausschließlich von niedrigen weißen Häuserreihen umgeben, die den Charakter des Dorfes ausmachen.
Das Landschaftsbild um Olvera ist von Landwirtschaft geprägt, hauptsächlich durch Oliven-Haine und Kornfelder.
Zu Zeiten des Mittelalters war Olvera eine Station auf der Schmugglerstraße von Ronda nach Morón de la Frontera.

## Einzelnachweise

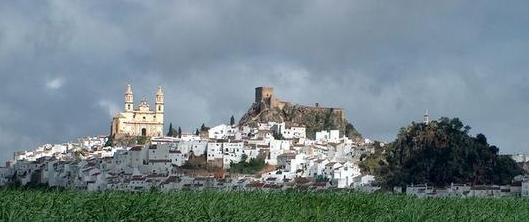
Olvera